# Йоан от Капистрано
Св. Йоан от Капистрано (на италиански: San Giovanni da Capistrano; на унгарски: Kapisztrán Szent János; на полски: Jan Kapistran; на сръбски: Јован Kapistran или Йован Капистран; * 24 юни 1386, † 23 октомври 1456) е францискански монах и католически свещеник от италианския град Капестрано в Абруцо.
Известен като проповедник, богослов и инквизитор, той си спечелва прозвището Войнишки светец, когато през 1456 г., на 70-годишна възраст, се включва в кръстоносен поход срещу нашествието на Османската империя и участва в обсадата на Белград под командването на унгарския пълководец Янош Хуняди.
Издигнат в ранг на Светец, той се счита за покровител на адвокатите и военните капелани, а също така е патрон на францисканските мисии Сан Хуан Капистрано в едноименния град Сан Хуан Капистрано в Южна Калифорния и в Сан Антонио, щата Тексас.

## Ранен живот
Съобразно обичая по онова време Йоан (Джовани) взема в името си названието на родното си село Капестрано, в епархия Сулмона, област Абруцо на Неаполитанското кралство. Баща му е пристигнал в Италия с Анжуйския двор на Луи I Валоа-Анжуйски, титулуван крал на Неапол.
До 1412 г. Йоан учи право в университета в Перуджа, когато крал Ладислав Анжуйски го назначава за управител на град Перуджа, за да може ефективно да се гарантира обществения ред. След избухването на войната между Перуджа и Малатеста през 1416 г., Йоан е изпратен като посланик в опит за сключване на примирие, но Малатеста го хвърлят в тъмница. Именно по време на това заключение той започва да мисли по-сериозно за своята душа. Решава в крайна сметка да се откаже от светския живот и да стане монах-францисканец, след преживян сън, в който му се явява Св. Франциск и го приканва да влезе в ордена на францисканците. Йоан поисква и получава разрешение от съпругата си за разтрогването на брака им и започва да учи богословие при Бернардино от Сиена.

## Монах и проповедник
Според източниците Йоан влиза в Ордена на францисканците в Перуджа на 4 октомври 1416 и се отдава на строг аскетизмъм, яростно отстоявайки идеала за стриктното въздържание и православие и следвайки примера на Бернардинците.
От 1420 г. той проповядва и се ползва с голямо влияние в много градове. За разлика от повечето италиански проповедници на покаянието през XV век, Йоан е ефективен с работата си и сред вярващите в Северна и Централна Европа – в Германия, Свещената Римска империя, Бохемия, Моравия, Австрия, Унгария, Хърватия и Полша. Големите църкви не могат да поемат тълпите вярващи, така че той проповядва по площадите, като в Бреша Йоан проповядва пред тълпа от 126 000.

### Насилие към евреите
Йоан е известен като „Бич на евреите“ заради провежданото от него разпалване на антисемитско насилие. Както и някои други францисканци, той пътува от двете страни на Алпите, а проповедите и литургиите му под открито небе често водят до погроми.
През 1450 францисканците организират диспут с лице, наречено Хамалиил, представен като „магистър на Синагогата в Рим“.
Между 1451 и 1453, пламенните проповеди срещу евреите в южните райони на Германия прогонват големи маси от еврейското население на Силезия и Кралство Бохемия, като във Вроцлав евреи са били изгорени на клада.

### Реформатор
Когато не проповядна, Йоан пише трактати срещу ересите всякакъв вид. Тази линия на живота му се проследява в най-малки подробности от ранните му биографи, Николас, Кристофоро Варезе и Гироламо от Удине. В същото време Йоан започва да проповядва активно в синхрон с идеите на Бернардино от Сиена за реформа на Францисканския орден, главно в полза на по-строга дисциплина във францисканските общности. През 1429 г. францискански монаси са призовани в Рим по обвинения в ерес, а Йоан е избран за да ги защитава. Те са оправдани от комисията на кардиналите.
Йоан често е включван в посолството на папа Евгений IV и Николай V: през 1439 г. той е изпратен като легат в Милано и Бургундия, при спора с Амадей VIII Савойски; през 1446 г. Йоан е на мисия при краля на Франция; през 1451 г., по искане на императора, е назначен за Апостолически нунций в Австрия.
В периода на неговата нунциатура, Йоан посещава всички части на Империята и започна да проповядва борба с еретичното според него хуситство; той също така посещава Полша по искане на Кажимеж IV Ягелончик. Като легат, или инквизитор, той обвинява последователно Фратичели от Ферара, в Езуати от Венеция, някои крипто-евреи от Сицилия, Молдова и Полша, и, преди всичко, хуситите от Германия, Унгария и Бохемия; неговата цел в последния случай е да направи невъзможни преговорите между представителите на Рим и Бохемия, защото всеки опит за помирение му изглежда като толериране на ерес.
Йоан, заедно със своя учител Бернардино и колегите им Джакомо дела Марка и Алберт Бердини от Сартеано, се считат за четирите велики стълба на реформата сред братята-минорити.

### Свят воин
След падането на Константинопол през 1453 г. султан Мехмед II се превръща в заплаха за християнска Западна Европа. Година след това събитие Каликст III изпраща Йоан, който е бил вече на възраст близо седемдесет, в имперската диета във Франкфурт да проповядва кръстоносен поход срещу нахлуването на турците. Набрал недостатъчна подкрепа в Бавария и Австрия, Йоан насочва усилията си в Унгария. Там той успява да събере достатъчно сили за поход към Белград, който по онова време е обсаден от османски войски. През лятото на 1456 старият и дребен на ръст монах води свой контингент в битката. Въпреки че я преживява, Йоан пада жертва на бубонна чума на 23 октомври 1456 в съседния град Илок на брега на река Дунав, Кралство Хърватия.

## Святост и празник
Годината на канонизацията на Йоан от Капистрано вероятно е 1690 г., когато папа Александър VIII, като според други документи този акт е изпълнен през 1724 г. от папа Бенедикт XIII. През 1890 г. празникът на светеца за първи път е включен в общ Римски календар с дата 28 март.

## Галерия
- Статуя на Йоан от Капистрано в Будапеща, Унгария
- Живопис на св. Йоан от Капистрано, Църква в Илок, Хърватия
- Паметник във Виена, в близост до катедралата „Св. Стефан“